# 福氣又安康
《福氣又安康》（英文：Easy Fortune Happy Life），前名《福氣安康》，是2009年三立華人電視劇週日十點檔系列的第二十部作品，全劇共有17集，由聲色工場傳播製作，於台視、三立都會台共同播出。2009年4月30日開鏡，2009年9月23日正式殺青後接檔《敗犬女王》。

## 播出時間
以下時間以當地時間（台灣時間）為準

### 首播
| 頻道                   | 所在地 | 播映時間      | 播出時間         |
| ---------------------- | ------ | ------------- | ---------------- |
| 台視(數位頻道同步播出) | 臺灣   | 2009年6月7日  | 每週日22 :00播出 |
| 三立都會台             | 臺灣   | 2009年6月13日 | 每週六21:00播出  |

## 故事大綱
|                          | 愛情性本善 撒旦也一樣 |
| ——《福氣又安康》官方網站 |                       |

六十年前，山中少女黃春香（譚艾珍飾）偶然以杜仲葉救了上山採藥、誤中補獸器昏迷的嚴旺財（丁強飾），兩人一見鍾情，可惜後來因故黯然在美麗的桐花雨下分離，春香守著旺財留給她的手錶，一守就是一甲子的歲月，淒美的像一場夢，春香一直期盼著有一天旺財能回來找她，就是這份深情，讓春香的孫女謝福安（陳喬恩飾）感動又神往不已...
「要是我也有這麼美的初戀不知道有多好...」
世界最大中藥集團－『八寶堂藥業集團』的董事長嚴雲高，因為車禍昏迷，脆弱地躺在救護車裡，於鄉間小路奔馳著被送去醫院急救，不一會兒，他那些有如豺狼虎豹、等著他斷氣好繼承遺產的子孫陸續趕到；看見雲高病危，除了沒有野心的外孫嚴陽（修杰楷飾）真心感到難過之外，其他人都很開心，就連醫生要急救雲高，他們都極力阻止。「就讓爸爸（爺爺）好好的去吧！」 這話傳到剛好偷偷來醫院、私下醫治香港腳病患賺外快的福安耳裡，簡直就像外星人說的話，正義感十足的福安，決心不讓雲高的子孫得逞，於是偷偷溜進急診室，用杜仲葉救治了雲高，聞著熟悉的味道，雲高朦朧甦醒，依稀見到福安的面孔，憶起某張熟悉的臉，氣若游絲地輕喊：
「春香？」
雲高的長孫大風（藍正龍飾）眼見雲高意外得救，立刻辱罵福安多管閒事，兩人都對對方留下不好的印象，卻不知，這只是他們緣份的開端。
福安除了是一個非常有正義感的人之外，她也非常愛護自己的家人，懂事地照顧著身體不好的春香和年幼的弟弟皮蛋；因為福安從死神那裡又多要了點時間，雲高醒來後，對這群沒人性的子孫很失望，只是雲高知道，這都是自己的報應，養成他們禿鷹的性格，不過這還不是雲高最後悔的，他最後悔的是六十年前說謊欺騙春香！
原來春香口中的旺財就是他，當初為了騙走專治腸胃不適的秘方而接近春香，下山後就改名嚴雲高，並利用藥方開了八寶堂，也因此致富，諷刺的是，春香死守著這份初戀，而雲高卻是在遇見福安後，才突然想起來的......。
雲高決定彌補春香，於是吐露他將在生日當天宣佈接班人是誰，這個消息，引發嚴家人人緊張、個個沒把握，大風也在『主播地下女友』珍珍（王怡仁飾）的建議下，親自來到滿福山尋找延年益壽的超級補藥『牛樟芝』。
大風來到福滿山，意外得知福安居然是草藥達人的孫女，而福安一聽到大風是來找牛樟芝，就義正詞嚴的教訓了他一頓；而兩人因為一場意外，福安的初吻被大風暗算奪去，在此時，她的家也起火發生了『意外』......
福安哀痛欲絕送走春香，遵照春香的遺願離開福滿村，下山去尋找奶奶口中的初戀情人『旺財爺爺』，只是福安剛下山，雲高就來到福安家，望著殘壁，聽著外省老村長一一細數春香多年艱苦生活，雲高決定要全力找到村長口中的『福蘭』與『屁蛋』。
雲高在他的八十大壽上宣佈：「我要把市值八百億的八寶堂繼承權…交給可以娶到謝春香後代—名叫謝福蘭的人！」
嚴雲高預料神準，大夥急忙尋找，但大風卻是想先一步找到『福蘭』將她殺掉，一了百了。
正牌的福安在尋找旺財爺爺的時候，陰錯陽差的救了遭人伏擊的東杰（邱澤飾），而東杰為了報答他們，命令手下要暗中保護福安姐弟。
福安與皮蛋抵達陌生城市，無處可去，只好暫棲公園過夜。夜裡下雨，隔天皮蛋發高燒，身無分文的福安想起大風，於是帶皮蛋尋找大風；大風慈悲心大發，幫忙帶皮蛋就醫，並安置福安姐弟；大風走後，東杰來訪，因為他欠福安一個恩情，所以留下名片，要福安有事找他幫忙，沒想到，這幾人微妙的關係就此發生了…

## 演員陣容

### 主要演員
| 角色   | 演員   | 介紹 | 粵語配音 |
| 嚴大風 | 藍正龍 | 嚴理事長 73年3月1日 26歲，八寶堂研發部理事。 完全的功利主義者，自信也自負。 年幼被綁架，祖父卻不願交贖金。 最後跟謝福安在一起。 | 黃啟昌   |
| 謝福安 | 陳喬恩 | 土村姑、謝虎蘭 72年12月8日 25歲，從小在山林長大的野丫頭。 隨遇而安、樂於助人、仗義直言、擅長打架。學業成績斐然，是模範生，但為養家而輟學。 失去雙親；父親乘車到城裡賺錢時，車子墜落山谷；母親採蜂蜜賺錢時，被虎頭蜂螫死。 最後跟嚴大風在一起。 | 曾佩儀   |
| 韓東   | 邱澤   | 杰哥、阿杰、小 25歲，超完美財務整合公司負責人義子，守護福安的沉默天使。其實暗戀福安。 之後發現孔陽夫是他的外祖父。 海派豪氣、冷酷無情，喬事情毫不手軟。                                                                                            | 蘇強文   |
| 江珍珍 | 王怡仁 | 珍珍老師 25歲，超人氣女主播，嚴大風的正牌女友，謝福久的家庭教師。 美麗自信，有『據為己有強迫症』。 最後跟嚴陽在一起 | 鄭麗麗   |

### 其他演員
| 角色              | 演員   | 介紹 | 粵語配音 |
| 謝福久            | 陳咨憲 | 皮蛋、皮蛋蛋、屁蛋、Peter、捲毛小鬼、小胖子 9歲，福安的弟弟。                                                        |          |
| 安東尼            | 安東尼 | 東、安東 6歲，保護福安、皮蛋的狗英雄。                                                                               |          |
| 嚴雲高 （嚴旺財） | 丁強   | 旺財爺爺 80歲，八寶堂創辦人兼董事長。                                                                                | 陳曙光   |
| 嚴董士長          | 董至成 | Uncle、士長叔叔 48歲，八寶堂人事部副理事、嚴陽之父。入贅嚴家而冠妻姓。                                               |          |
| 嚴鳳鳳            | 王琄   | 鳳鳳阿姨 46歲，八寶堂人事部理事，嚴雲高的親生女兒、嚴陽之母。                                                        | 黃鳳英   |
| 嚴陽              | 修杰楷 | 陽陽 25歲，嚴大風堂弟（因父親是入贅，否則實為「表弟」），服裝設計師，主要設計婚紗並經營婚紗店。 最後跟江珍珍在一起。 | 李致林   |

### 客串演員
| 演員   | 角色            | 關係/介紹 | 粵語配音      | 登場               |
| 譚艾珍 | 黃春香          | 奶奶 80歲，福安的奶奶，患了肺癌，在火中為了拿旺財送她的錶而喪命。 20歲遇見旺財，被欺騙感情，苦等60年；35歲時家裡急需錢，為了200元聘金，嫁給大她30歲的謝姓屠夫，成了福滿村最老的新娘。育有一子謝志偉（福安的爸爸），不久守寡。 | 林丹鳳        | 第1~3.14帖         |
| 藍正龍 | 嚴旺財 （年輕） | 20歲，唯利是圖的中藥商，欺騙黃春香的感情，盜取黃春香的祖傳藥方，利用盜來的藥方創立了「八寶集團」。 | 黃啟昌        | 第1~4帖            |
| 陳喬恩 | 黃春香 （年輕） | 20歲，救了嚴旺財(嚴雲高)一命，與旺財相戀。旺財離開後，一直相信旺財會回來找她。 | 曾佩儀        | 第1~4.15帖         |
| 蔡東威 | 李律師          | 嚴家御用的律師。 | 伍博民        | 第1~3.10~13帖      |
| 夏靖庭 | 村長            | 福滿村的村長。 | 朱子聰        | 第1~3.11~13.16帖   |
| 納豆   | 胖呆            | 福滿村的村民，喜歡福安。 | 劉奕希        | 第1~3.11帖         |
| 關勇   | 達叔            | 達哥 超完美財務整合公司負責人。 |               | 第2~4.13.14帖      |
| 趙正平 | 保哥            | 阿保 達叔之子。 |               | 第3.4.9.10帖       |
| 張兆志 | Ken             | 跟隨韓東杰的小弟。 | 陳繼恆→黃榮璋 | 第3~5.7.10.12~16帖 |
| 周明璟 |                 | 新聞主播。 |               | 第3帖              |
| 黃泰安 |                 | 計程車司機。 |               | 第3帖              |
| 馬利歐 | 債務人          | 收藏一組消防車玩具模型，因無法還錢所以跑路了。 |               | 第3帖              |
| 潘慧如 | 凱莉            | 四物堂員工、商業間諜。 |               | 第5.6帖            |
| 陸一龍 | 孔陽夫          | 四物堂董事長，韓東杰的外公。 |               | 第5.6.13~17帖      |
| 張棋惠 |                 | 服飾店員工。 |               | 第5帖              |
| 林孟瑾 |                 | 獸醫。 |               | 第7帖              |
| 謝其文 |                 | 桐花園區管理員。 |               | 第9帖              |
| 爆爆   |                 | 百貨公司舉辦奇異果活動的主持人。 |               | 第9帖              |
| 郭世倫 | 阿炮            | 保哥小弟。 |               | 第9.10帖           |
| 黑面   | 汪豪勇          | 豬王 在江珍珍剛入行時所認識的人，在一次聚會中不小心被記者拍了一張「親密照」 ，成為雜誌封面。他認為江珍珍是靠他才能出名。 |               | 第3.10帖           |
| 杜詩梅 | 汪太太          | 汪豪勇未婚妻、婚紗店客人。 |               | 第10帖             |
| 納豆   | 如花            | 福滿村的村民、胖呆的妹妹。 |               | 第12.15.16帖       |
| 程伯仁 | 謝志偉          | 謝福安的父親。 |               | 第12帖             |
| 李之勤 | 孔欣恬          | 韓東杰的母親、四物堂的千金、孔陽夫之女。 |               | 第14帖             |
| 高明偉 |                 | 山老鼠。 |               | 第1.16.17帖        |

## 收視率
| 播映日期      | 集數     | 平均收視 | 收視排名 | 最高分段收視 |
| ------------- | -------- | -------- | -------- | ------------ |
| 2009年6月7日  | 01       | 3.99     | 1        | 4.88         |
| 2009年6月14日 | 02       | 4.09     | 1        | 5.37         |
| 2009年6月21日 | 03       | 3.90     | 1        | 5.27         |
| 2009年6月28日 | 04       | 4.36     | 1        | 5.57         |
| 2009年7月5日  | 05       | 4.54     | 1        | 5.32         |
| 2009年7月12日 | 06       | 3.92     | 1        | 4.63         |
| 2009年7月19日 | 07       | 4.05     | 1        | 5.27         |
| 2009年7月26日 | 08       | 4.06     | 1        |              |
| 2009年8月2日  | 09       | 4.07     | 1        | 5.85         |
| 2009年8月9日  | 10       | 4.12     | 1        |              |
| 2009年8月16日 | 11       | 4.34     | 1        |              |
| 2009年8月23日 | 12       | 4.22     | 1        |              |
| 2009年8月30日 | 13       | 3.69     | 1        |              |
| 2009年9月6日  | 14       | 3.50     | 1        |              |
| 2009年9月13日 | 15       | 3.34     | 1        |              |
| 2009年9月20日 | 16       | 3.91     | 1        |              |
| 2009年9月27日 | 17       | 4.29     | 1        |              |
| 收視平均      | 收視平均 | 4.02     | 1        | 5.27         |

- 同時段偶像劇：中視《流星花園》、華視《敲敲愛上你 /紫玫瑰》
- 由AGB尼爾森調查，調查範圍是四歲以上收看電視之觀眾。 
資料來源：中時娛樂

## 電視劇歌曲
| 歌名                      | 主唱      | 作詞           | 作曲              | 類型   | 備註              |
| ------------------------- | --------- | -------------- | ----------------- | ------ | ----------------- |
| 幸福藥草                  | 伍思凱    | 何啟弘         | 伍思凱            | 片頭曲 |                   |
| 就要幸福了                | 夏宇童    | 鄔裕康         | 倪子岡            | 片尾曲 |                   |
| OAO                       | 快樂2世代 | 阿怪           | 阿怪              | 插曲   |                   |
| 革命                      | 范逸臣    | 十二恨、彭資閔 | 陳志遠            | 插曲   |                   |
| 幸福的翅膀                | 庭竹      | 庭竹           | 庭竹              | 插曲   |                   |
| 離開悲傷                  | 范逸臣    | 鄔裕康         | 黃冠龍            | 插曲   |                   |
| Han Bok Ha Se Yeo要幸福喔 | 夏宇童    | 王京君         | 王京君            | 插曲   |                   |
| 抓包                      | 六甲樂團  | 任中強         | 任中強            | 插曲   |                   |
| 魔鬼與天使                |           |                | Free Music Co.Ltd | 配樂   |                   |
| 天堂的愛情                |           |                | 庭竹              | 配樂   | 幸福的翅膀-大悲版 |
| 幸運草                    |           |                | 伍思凱            | 配樂   | 幸福藥草-浪漫版   |
| 轉角遇見幸福              |           |                | 倪子岡            | 配樂   | 就要幸福了-水晶版 |

## 幕後花絮
- 請服用福氣又安康，是福氣又安康第1~16帖的幕後花絮，緊接福氣又安康播放後播出。內容包括劇中漏網鏡頭、演員NG畫面及拍攝現場。
- 完全娛樂，是三立都會台的娛樂節目，播出時間於週一至週日晚上6點。而每星期一(2009年6月8日－2009年9月28日 )播出福氣又安康幕後花絮，內容包括劇中漏網鏡頭、演員NG畫面及拍攝現場。

## 製作團隊
- 監製：胡佳君(台視)、陳玉珊(三立電視)、陳一俊
- 企劃：楊秉儒
- 執行企劃：黃士恆、黃小芬、謝禮如
- 製作人：廖健行
- 製作助理：劉幼娟、顏如吟、曾齡萱、李佩芳、劉藹琳
- 執行製作：陳基定、劉幼娟
- 統籌：鄭美利
- 劇本統籌：陳玉珊
- 編劇：陳炘怡、孫向妘、陸亦華、王玉琪、鄒維剛、簡佑玶、黃繼柔、 胡寧遠
- 導演：劉俊傑
- 副導演：葉宛靈
- 執行導演：陳嘉鴻
- 片頭尾導演：陳戎暉
- 花絮編導：樊子琦、蕭欣怡
- 場記：徐明菁、蘇美如
- 視覺設計：孫榮泰、謝易霖、林俊佑
- 宣傳：劉立平、林佩瑩
- 定裝劇照：塗敏勝
- 攝影師：蕭聖明
- 攝影助理：李政剛、陳俊宜
- 攝影組：大米數位多媒體
- 剪輯：顧正言
- 後期剪輯：胡芝琦、蔡惠蘭
- 燈光師：林俊男
- 燈光助理：王文棟、周世豪
- 美術指導：馬沙
- 美術設計：張瓊雲、陳建凱
- 美術道具：蘇美如、林欣潔
- 梳化：葉超仁
- 服裝：洪薏婷
- 整體造型：其前創意設計工作室、李之勤
- 造型助理：謝雅雲
- 動畫設計：三立動畫組
- 配樂監製：吳大衛、左克蕙
- 配樂製作：大聲音樂國際股份有限公司
- 音效：聲動錄音室、席裕龍、施景弘、宋宗彥
- 音樂提供：豐華唱片股份有限公司
- 數位行銷：劉永祺、張玉青、張雅琪
- 行銷宣傳：劉思銘、廖翎妃、王愷寧、莊雅萍
- 劇組：聲色工場

## 相關商品

### 電視原聲帶
- 專輯簡介：

台視及三立共同製作的暑假大戲「福氣又安康」，是一齣甜蜜、溫馨的愛情喜劇，這次與豐華唱片合作推出「福氣又安康」電視原聲帶，除了收錄電視劇主題曲、片尾曲…等外，福氣加贈《愛情配方飲品小集》，讓你喝了不但有益身心健康，還可以在愛情路途上過關斬將，甜蜜無限；以及《福氣安康卡》，永保你福氣又安康。
- 特別推薦

幸福藥草─愛情魔法師【伍思凱】─睽違2年特別為戲量身打造主題曲，洋溢的幸福美滿的氣息。
就要幸福了─年度最受矚目甜蜜新女聲【夏宇童】，用暖暖的歌聲邀你一起細細品味幸福的滋味。

### 書籍
- 《福氣又安康》搶閱版
- 《福氣又安康》原著小說
- 《福氣又安康》康樂小劇場(上)
- 《福氣又安康》康樂小劇場(下)
- 《福氣又安康 家傳寶冊》

## 相關
- 本劇的時空與《命中注定我愛你》、《無敵珊寶妹》、《敗犬女王》、《下一站，幸福》相同，但前後的故事劇情並不相連。
- 在《福氣又安康》正式播出前，電視台與劇組斥資百萬(台幣)拍攝預告片《百萬富翁貧民狗》(《貧民百萬富翁》的「答題方式」、《敗犬女王》的「劇名」、《福氣又安康》的「劇情」作為結合)，模仿2009年奧斯卡最佳影片《貧民百萬富翁》，在加上《敗犬女王》的男女主角盧卡斯(阮經天飾)、單無雙(楊謹華飾)在預告片中，以客串事事達打工達人，幫助《福氣又安康》的女主角謝福安(陳喬恩飾)完成答題。
- 《福氣又安康》採自於電影《貧民百萬富翁》的「答題方式」，在每一帖的重點複習裡，都會出當天播放的內容作為題目，但每次的答案一定是「D.或許答案就在這集裡…」
- 《福氣又安康》於2009年9月27日全球首播最終帖，在重點複習裡，為接檔戲《下一站，幸福》做廣告宣傳
- 偶像劇《終極三國》曾把《福氣又安康》惡搞成「我福我福我福氣魔」和「我康我康我安康魔」（詳見終極三國第三十三回）

## 評價
- 《福氣又安康》在台灣即將開播時，戲未上檔就先引發網友的口水戰，有眼尖的網友從劇情預告發現，此劇與韓劇金晶和與姜棟元主演的「1%的可能性」劇情雷同，但是三立否認抄襲。
- 女主角陳喬恩演紅許多戲劇，在這次在拍攝《福氣又安康》時，還是因壓力過大、過度勞累，拍戲時狂吐不止，險得胃潰瘍。
- 電視台不遺餘力的宣傳再加上男女主角陳喬恩、藍正龍的演技，使得一開局就贏得週日偶像劇收視冠軍的頭銜。
- 《福氣又安康》原先預計播至20帖左右，並在10月中殺青。但因演員檔期，所以三立電視決定讓《福》劇提早下檔與殺青。本劇在9月23日正式殺青，並在9月27日播出最後一帖，總集數為17帖。

## 緋聞
- 2009年8月17日某週刊直擊，陳喬恩穿著T恤、短褲，背著LV水桶包，返回自家住處。深夜十一點四十分時，卻換穿一套連身休閒褲裝，搭上叫好的計程車。而車便停在邱澤家門口，下車時，身上除了原本背的LV水桶包，又多了一個超大包包，而陳喬恩直接用門禁卡進入後，兩人共度超過12小時，一直到隔日中午十二點，都未見離去。 [1]
- 「澤恩戀」曝光時說法不一，邱澤說：「只是很要好的好朋友」，而陳喬恩冷回應：「那根本不是他（邱澤）家！」[2]

，甚至有同劇工作人員爆料說：「他倆一直趁拍戲空檔在傳簡訊，一天下來可以累積數十封，連導演在導戲時，都可以從監看螢幕上，看到他倆的眼神中出現愛的火花」，據瞭解，邱澤常約陳喬恩看電影，還帶她去玩Go-Kart
，但兩人始終對戀情從未鬆口承認。
- 陳喬恩、邱澤戲終人未散，在大陸秘密合體，合拍大陸劇《佳期如夢》，眾多偶像劇促成男女主角假戲真做，但像邱澤和陳喬恩這樣情侶同接一檔戲則很少見。[4]
- 繼「澤恩戀」曝光後，藍正龍卻與王怡仁傳出連2天過夜，並在9月23日殺青宴後，趁著深夜約會，地點在藍家，不外出避免戀情見光死，地下化得非常徹底，但「藍王戀」始終曝光。[5]

## 經典語錄
- 謝福安：「小時候，我真的曾在鴿子蛋裡面孵出過小鴿子。」大風：「鴿子蛋……「色戒」裡面也有鴿子蛋。 」---指《色，戒》裡的戒指「鴿子蛋」
- 向iFound雜誌爆料---《敗犬女王》女主角單無雙(楊謹華飾)任職的雜誌社
- 謝福安：「會做菜的男生好帥喔。」韓東杰：「那妳一定很喜歡阿基師。」---三立都會台《型男大主廚》阿基師和陳喬恩曾一起主持
- 韓東打算傳簡訊給福安時，通訊錄中有出現盧卡斯(阮經天飾)的名字---《敗犬女王》男主角的名字
- 被嚴大風撞倒的小孩：「我不怕痛，因為我是波麗士大人，我要打扁全世界的壞人。」嚴大風：「電視看太多啊，這是假槍啊，看到沒有，真的波麗士大人會用這種槍嗎？」---《波麗士大人》對警察的別稱。
- 嚴陽：「一個是平胸妹、一個是自戀狂。」---《無敵珊寶妹》女主角胡珊寶(郭采潔飾)、男主角孫無敵(張棟樑飾)
- 江珍珍：「但是真心也是not for sale」---《敗犬女王》男主角盧卡斯(阮經天飾)的座右銘

## 穿幫畫面／錯誤
- 黃春香和嚴旺財相戀時，家門口已經掛著「百年謝家」的小木牌。她當時住在謝姓友人的家裡？
- 黃春香的健康報告診斷書，時間為民國98年9月為未來的時間？
- 謝福安被綁架時，不是要被推入土洞中，手是被綁在後面，可是在被推下去的一瞬間，謝福安的手揮了一下，畫面再跳到土洞後，她的手又被綁在背後?
- 第六帖大風接韓東杰打來的電話號碼是0916497431，後來打給江珍珍的電話號碼又是0916497431，韓東杰和江珍珍的手機號碼相同？
- 桐花季在5月左右，皮蛋在學校的親子節說奶奶上個月剛過世，親子節的日期(10月23日)不合邏輯？ (不合邏輯的部份不是指親子節，是指桐花季在5月左右奶奶剛過世，才過世一個月的時間就轉眼到了十月？)
- 皮蛋學校的親子節的日期為10月23日，但嚴大風向謝福安求婚時，卻說好好當你的六月新娘？

## 大事紀
| 日期          | 內容 |
| 2009年        | |
| 4月18日       | 持有《福氣又安康》台灣版權的三立電視透過台視要求中華電信MOD頻道商「台灣互動電視公司」(TITV)，自2009年6月7日起，必須自行以其他電視劇覆蓋台視主頻道播映《福氣又安康》時的節目訊號。 |
| 4月30日       | 藍正龍、陳喬恩、邱澤、王怡仁、陳咨憲、丁強、董至成、修杰楷在桃園縣大溪鎮開鏡 |
| 5月18日       | 藍正龍、陳喬恩為《福氣又安康》到吳明珠中醫診所實習 |
| 5月24日       | 藍正龍、陳喬恩、邱澤出席《福氣又安康》搶閱版首簽會 |
| 5月27日       | 藍正龍、陳喬恩出席《福氣又安康》發表記者會 |
| 5月31日       | 阮經天、楊謹華、溫昇豪、藍正龍、邱澤出席「《敗犬女王》vs《福氣又安康》交接見面會」                                                                                                |
| 6月2日        | 藍正龍、陳喬恩、邱澤出席《福氣又安康》辦公室試映會 |
| 6月4日        | 演員群出席《福氣又安康》台視首映會 |
| 6月4日~6月5日 | 《型男大主廚》主持人：曾國城、夏於喬；來賓：陳喬恩、藍正龍，宣傳《福氣又安康》 |
| 6月6日        | 《完全娛樂》主持人：王仁甫、JR；出席：陳喬恩、藍正龍、邱澤、王怡仁，宣傳《福氣又安康》                                                                                            |
| 6月7日        | 《完全娛樂》主持人：王仁甫、許孟哲；出席：陳喬恩、藍正龍、邱澤、王怡仁，宣傳《福氣又安康》                                                                                        |
| 6月8日        | 陳喬恩、藍正龍、邱澤到保安宮為《福氣又安康》慶功、祈福 |
| 6月11日       | 演員群出席《福氣又安康》三立首映會 |
| 6月12日       | 《型男大主廚》主持人：曾國城、夏於喬；來賓：邱澤、王怡仁，宣傳《福氣又安康》 |
| 6月13日       | 《完全娛樂》主持人：王仁甫、許孟哲；出席：陳喬恩、藍正龍、邱澤、修楷，宣傳《福氣又安康》                                                                                          |
| 6月14日       | 《完全娛樂》主持人：王仁甫、許孟哲；出席：陳喬恩、藍正龍、邱澤、陳諮憲、修杰楷，宣傳《福氣又安康》、《喬見˙巴黎》                                                                   |
| 6月15日       | 陳喬恩、藍正龍、丁強為《福氣又安康》慶功 |
| 6月18日       | 《國光幫幫忙》主持人：庹宗康、孫鵬、屈中恆；出席：陳喬恩、藍正龍、邱澤、修楷，宣傳《福氣又安康》、《喬見˙巴黎》                                                                   |
| 6月29日       | 陳喬恩、藍正龍、邱澤、安東尼為《福氣又安康》慶功 |
| 7月14日       | 《康熙來了》主持人：蔡康永、小S；出席：陳喬恩、藍正龍、邱澤、修楷，宣傳《福氣又安康》、 《喬見˙巴黎》                                                                             |
| 7月19日       | 陳喬恩、邱澤為《福氣又安康》宣傳 |
| 9月19日       | 藍正龍、陳喬恩拍攝殺青戲，吳建豪、安以軒前來探班 |
| 9月23日       | 《福氣又安康》殺青宴 |

## 外部連結
- （繁體中文） 台視 （页面存档备份，存于） 官方網站
- （繁體中文） 香港無綫電視 （页面存档备份，存于） 官方網站
- 「福氣又安康」印象版預告--800億背後的愛情謎題？ （页面存档备份，存于）
- 「福氣又安康」印象預告--謝福安篇 （页面存档备份，存于）
- 「福氣又安康」印象預告--嚴大風 禿鷹篇 （页面存档备份，存于）
- 互联网电影数据库（IMDb）上《福氣又安康》的资料（英文）

## 電視節目的變遷
| 中華民國 台視主頻 每週日 22:00 - 23:30   | 中華民國 台視主頻 每週日 22:00 - 23:30        | 中華民國 台視主頻 每週日 22:00 - 23:30 |
| ---------------------------------------- | --------------------------------------------- | -------------------------------------- |
|                                          | 福氣又安康 （2009年6月7日－2009年9月27日）    |                                        |
| 敗犬女王 （2009年1月4日－2009年5月31日） | 下一站，幸福 （2009年10月4日－2010年2月28日） |                                        |